# 이슬람공화당

이슬람공화당(페르시아어: حزب جمهوری اسلامی)은 1979년 루홀라 호메이니의 혁명을 돕기 위해 창당된 이란의 정당이다. 1987년 내부 분열로 해산되었다.

## 창당과 특징
혁명 2주 후 호메이니의 지시에 따라 창당되었다. 모함마드자바드 바호나르, 모함마드 베헤슈티, 악바르 하셰미 라프산자니, 알리 하메네이, 압돌카림 무사비아르다빌리가 공동 창당주이다. 초기 중앙위원회는 창당주를 포함해 하산 아야트, 아사돌라 바담치얀, 압둘라 자스비, 미르호세인 무사비, 하비볼라 아스카르 올라디, 사예드 마흐무드 카샤니, 마흐디 아라기, 알리 데라흐샨으로 구성되어 있었다. 이 중 베헤슈티, 바호나르, 하메네이는 총서기를 지낸 바 있다.
이념적으로는 코미테 등 "강력한 교권주의, 호메이니를 향한 충성심, 자유주의 운동에 관한 강한 적대심, 혁명기구를 향한 지지"로 묘사되었다. 국가의 대규모 자본 기업 몰수, 이슬람 문화 및 대학 제도 신설, 빈민층 지원 등을 지지했다.
당을 창당한 종교 지도자들은 이 당을 이란을 이슬람 신정 국가를 건설하는 데 이용했다. 민간 야권의 반발에 대항하는 차원에서 이란 혁명 수비대와 하나님의당과의 인연을 내세웠다.

## 해산의 원인
1980년대 후반부터 이란-이라크 전쟁 이슈를 두고 외국에 개방해야 하는가, 혹은 고립 상태를 유지해야 하는가를 두고 이견이 있었고, 경제 정책에서 충돌하는 등 내분이 심해졌다. 경쟁 정당들이 전부 다 금지된 탓에, 이 당은 "일부 장려책 외에 한 것이 전혀 없었다".
아흐마드 므네이시는,
"신정 국가 건설과 당 내 포괄조직이라는 이름 하에 연합하는 데 문제가 없었지만, 이슬람공화당(이념적 우익)은 종교가 어디까지 정치적 지분을 차지해야 하는 가 등 사회적 이슈를 두고 충돌이 있었다."
고 밝혔다.
대니얼 브룸버그는 이슬람공화당이 "근본주의 운동의 근거지"로서 무사비를 지지하며, 알리 하메네이 대통령과 인기 높은 미르호세인 무사비 총리 간의 대립을 피하기 위해 당이 해산되었다고 밝혔다. 다른 보고에서는 1987년 5월 내분으로 해산되었다고 보고했다. 이후 1987년 5월 2일 라프산자니와 하메네이 대표의 공동 제안이 호메이니의 지지를 얻어낸 후, 이 당은 해체되었다.